# 80th Infantry Division
La 80th Infantry Division (80ª Divisione di fanteria) è stata una divisione di fanteria dell'esercito degli Stati Uniti che ha partecipato alla prima guerra mondiale ed alla seconda guerra mondiale per poi essere disattivata il 7 gennaio 1946 ma nel dicembre dello stesso anno fu riattivata come 80th Airborne Division della riserva. Nel maggio 1952 fu riorganizzata e rinominata 80th Infantry Division ed il 1º marzo 1959 si trasformò in un divisione di addestramento della riserva. Nel 1994 fu rinominata 80th Division (Institutional Training) ed il 1º ottobre 2008 fu riorganizzata ed assunse il nome di 80th Training Command..